# Ojciec Sergiusz (opowiadanie)

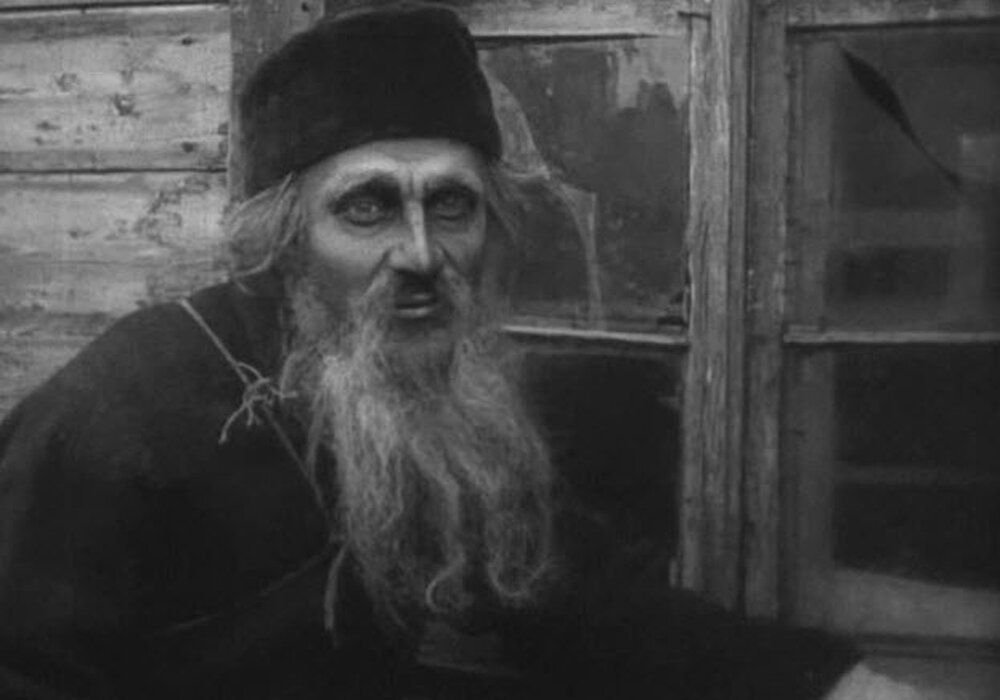
Iwan Mozżuchin w tytułowej roli w ekranizacji Ojca Sergiusza z 1918

Ojciec Sergiusz (oryg. ros. Отец Сергий) – opowiadanie Lwa Tołstoja napisane między rokiem 1890 a 1898 i wydane pośmiertnie w 1912.

## Okoliczności powstania
W lutym 1890 Lew Tołstoj opowiedział rodzinie i przyjaciołom historię o nauczycielce muzyki, podobną do zawartego w Ojcu Sergiuszu epizodu z Praskowią Michajłowną. Doszedł do wniosku, że motyw ten warto zawrzeć w opowiadaniu. W trakcie pracy nad opowiadaniem wykreował scenę, w której wesołe towarzystwo odwiedza pustelnię mnicha Sergiusza. Listy pisarza świadczą, iż już w tym czasie opracował plan dłuższego opowiadania i wybrał dla niego tytuł – Ojciec Sergiusz.
Tołstoj pracował równocześnie nad kilkoma utworami. Do lutego 1891 napisał scenę spotkania Sergiusza z wdową Makowkiną i opisał jego uczucia względem współbraci z monasteru, w którym żył przed osiedleniem się w pustelni. Następnie postanowił wstrzymać pisanie, gdyż nie czuł się na siłach, by stworzyć tekst tak wartościowy, jak planował. W listopadzie 1891 dopracowywał scenę spotkania Sergiusza i Praskowii oraz początkowe fragmenty dzieła. Do Ojca Sergiusza wrócił w 1895, by po pewnym czasie ponownie przerwać pracę. W czerwcu i lipcu 1898 dokonał w tekście kolejnych poprawek i stwierdził, że zasadniczo zakończył pisanie.
Tołstoj nie zamierzał publikować opowiadania. Nie przeczytał ponownie rękopisu, lecz przystąpił do pracy nad powieścią Zmartwychwstanie. Jak pisze Ryszard Przybylski

Niedopracowane opowiadanie zostało zamknięte w biurku i porzucone. Chociaż było dziełem olśniewającym.

## Treść
Akcja utworu rozpoczyna się w latach 40. XIX w. Książę Stiepan Kasatski, dowódca szwadronu pułku kirasjerów lejbgwardii, znakomicie zapowiadający się ambitny młody oficer, nieoczekiwanie decyduje się na wstąpienie do monasteru. Przyczyną tej decyzji była wiadomość o tym, że jego narzeczona Maria Korotkowa była rok wcześniej kochanką cara Mikołaja I, którego Kasatski z całego serca podziwiał. Będąc posłusznikiem były oficer szybko przystosowuje się do życia zakonnego; ambicja, z którą dawniej uczył się języków obcych i gry w szachy, teraz skłania go do doskonalenia się w cnotach. Po trzech latach składa śluby wieczyste z imieniem Sergiusz. Ze skupienia na życiu wewnętrznym nie wyrywa go ani wiadomość o ślubie dawnej narzeczonej, ani o śmierci matki.
Po czterech latach zamieszkiwania w monasterze, pod kierunkiem przełożonego-ucznia Ambrożego z Optiny, Sergiusz zostaje przeniesiony przez biskupa do innego klasztoru. W nowym miejscu mnich odkrywa, że na nowo budzi się w nim pożądanie kobiet, które dotąd skutecznie zwalczał. Zaczyna również czuć antypatię do swojego przełożonego, mnicha dążącego wyłącznie do szybkiej kariery w cerkiewnej hierarchii. Uzyskuje zgodę na podjęcie życia pustelniczego w Tambinie.
Po sześciu latach życia w samotności Sergiusz żyje nękany zwątpieniem i żądzą cielesną; regularna modlitwa i post pomagają mu tylko w niewielkim stopniu. Tymczasem wdowa Makowkina zakłada się z przyjaciółmi, że uda się jej skłonić mnicha, by pozwolił jej przenocować w jego pustelni. Kobieta usiłuje uwieść Sergiusza, który, by zwalczyć pokusę, ucina sobie palec u lewej ręki. Wstrząśnięta jego czynem Makowkina rok później wstępuje do żeńskiego monasteru. W ciągu kolejnych lat Sergiusz zyskuje sławę cudotwórcy: za sprawą jego modlitw ludzie odzyskują zdrowie. Sam mnich czuje jednak, że jego wiara traci dawną siłę, a wszystkie jego działania motywuje już tylko troska o innych ludzi. Zaczyna rozważać ucieczkę z pustelni w przebraniu chłopa, rezygnuje jednak z tego zamiaru. Jako cudotwórca, odwiedzany przez tłumy pątników, nie może żyć z dawną prostotą: przełożeni wyznaczają mu posługujących braci.
Któregoś dnia w pustelni Sergiusza zjawia się kupiec z dwudziestodwuletnią, niepełnosprawną umysłowo córką. Pragnie, by mnich i ją uzdrowił swoją modlitwą. Zmysłowość i uroda dziewczyny sprawiają, że mężczyzna traci nad sobą panowanie i łamie złożone śluby czystości. Następnego dnia zastanawia się nad popełnieniem samobójstwa, przekonany, że wszelka modlitwa byłaby nieskuteczna. Przypomina sobie kobietę, którą znał od dzieciństwa: Praskowię Michajłownę Mawrikiewą; ucieka z pustelni i udaje się do jej domu. Praskowia Michajłowna opowiada mu o swoim życiu: jej mąż zmarł, obecnie jej źródłem utrzymania są lekcje muzyki, pod jej opieką pozostaje córka, jej chory mąż i pięcioro wnuków. Mnich dochodzi do przekonania, że on, żyjąc dla ludzi, udawał oddanie swojego życia Bogu, podczas gdy Praskowia, pozornie żyjąc dla ludzi, w rzeczywistości najlepiej służyła Bogu.
Sergiusz nie wraca do monasteru, lecz zostaje wędrownym pielgrzymem, utrzymującym się z jałmużny. Dzięki swojej pokorze zyskuje przychylność spotykanych ludzi. Niekiedy udaje mu się służyć radą, czytać ludziom Ewangelię lub pogodzić skłóconych; nie oczekując na nagrodę, oddala się wówczas z tego miejsca. Rezygnuje nawet ze swojego imienia, określając siebie jako sługę bożego. Po ośmiu miesiącach wędrówek po kraju zostaje aresztowany z powodu braku paszportu; za włóczęgostwo zostaje skazany na zesłanie na Syberię. Tam zamieszkuje u zamożnego gospodarza, zajmując się u niego nauczaniem dzieci, opieką nad chorymi i pracą w ogrodzie.

## Cechy utworu
Ryszard Przybylski łączy wymowę opowieści z ogólną koncepcją społeczno-religijną głoszoną przez Tołstoja, jego wrogością wobec absolutnej władzy carskiej i podporządkowanemu jej Rosyjskiego Kościoła Prawosławnego. Zdaniem tego autora podstawowym zagadnieniem utworu jest problem życia duchowego człowieka wierzącego, który popada w konflikt z własną wspólnotą wyznaniową i jej hierarchią.
Wiktor Szkłowski określa Ojca Sergiusza jako swoisty dziennik pisarza.

### Postać tytułowego bohatera

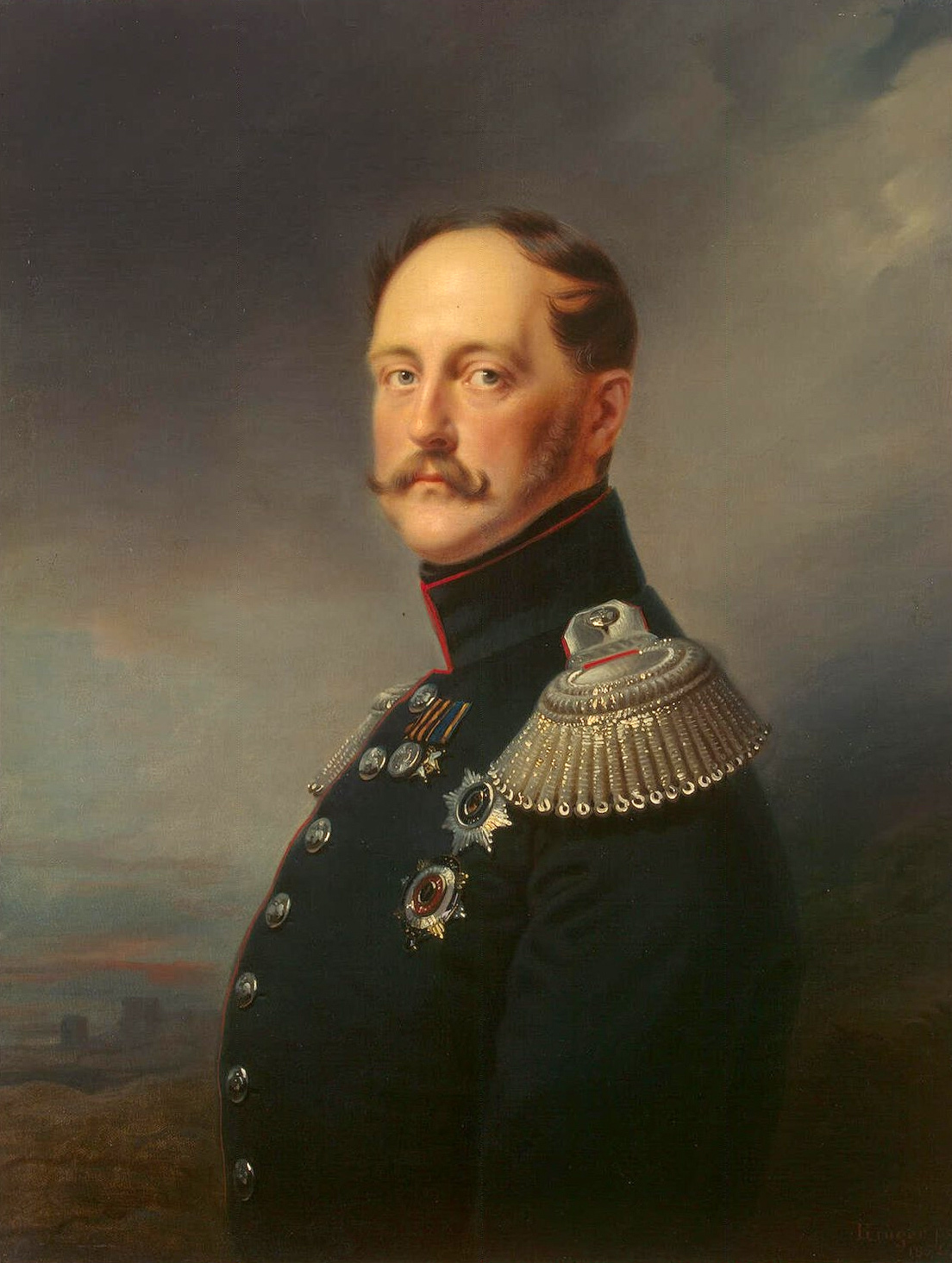
Portret cara Mikołaja I. Rozczarowanie co do jego osoby było główną przyczyną, dla której tytułowy bohater opowiadania postanawia porzucić życie świeckie

Charakteryzując postać Stiepana Kasatskiego przed wstąpieniem do monasteru, Tołstoj odwołuje się do mitów popularnych wśród inteligencji rosyjskiej lat 40. XIX w. Bohater jest zafascynowany postacią cara i gotów do wszelkich poświęceń w służbie na jego rzecz. Drugą wartością, jaka wpływa na jego życie, jest miłość do kobiety, którą bezgranicznie idealizuje. Zniszczenie obydwu ideałów w jednym momencie prowadzi go do przyjęcia stanu mniszego; w szczególności rozczarowanie wobec osoby cara sprawia, że nie ma on już czego szukać w świecie doczesnym.
Wstępując do monasteru, Kasatski nie porzuca jednak swojej dumy i ambicji: tak jak dawniej był wyróżniającym się wojskowym, teraz pragnie przodować w ascezie. Fakt ten staje się przyczyną jego duchowej klęski. Mnich Sergiusz szybko styka się w klasztorze z dwoma podstawowymi problemami: wpływem świata zewnętrznego i namiętnością cielesną. Do walki z tą ostatnią przygotowuje się poprzez lekturę Biblii i Ojców Kościoła. Bohater interpretuje ich teksty tak, jak czynił to Tołstoj: zaczyna pogardzać i brzydzić się ciałem, w istocie źle odczytując przesłanie Ewangelii w odniesieniu do człowieka. Dopóki Sergiusz zachowuje szacunek dla własnego "ja", jego wysiłki na rzecz poskromienia żądzy cielesnej przynoszą rzeczywiste efekty na drodze do przebóstwienia – celu życia prawosławnego mnicha. Szczególnie podkreśla to fakt, że pierwszy nauczyciel duchowy Sergiusza jest z kolei uczniem duchowym starców optyńskich, głoszących poskramianie namiętności bez wyniszczania ciał.
Jak pisze Przybylski, z czasem postawa bohatera opowieści uległa negatywnej zmianie. Sergiusza nie interesowało już

Odnowienie obrazu Boga w ciele-podmiocie, lecz rozmowa jego nieuchwytnego „ja” z Bogiem. Uważał, że ciało przeszkadza mu w tej rozmowie. Dlatego jego asceza to nieustanne zwalczanie ciała. Sergiusz nie naśladuje Jezusa, lecz ustawicznie rozdmuchuje kompleks, który powstałej w czasie majowej rozmowy z narzeczoną, kiedy okazała się ona upadłym aniołem.

W czasie spotkania z wdową Makowkiną Sergiusz broni się przed uwiedzeniem poprzez odmawianie Modlitwy Jezusowej, jednak ostatecznym środkiem, za pomocą którego odnosi sukces, jest samookaleczenie. Zwycięstwo bohatera było jednak możliwe dzięki temu, że nadal zachował mocną wiarę. Gdy Sergiusz spotyka córkę kupca, jest już człowiekiem bez pokory, miłości i prawdziwej wiary. Dlatego, mimo początkowych starań, by do tego nie dopuścić, ulega namiętności.

### Wymowa opowieści a idee religijne Tołstoja

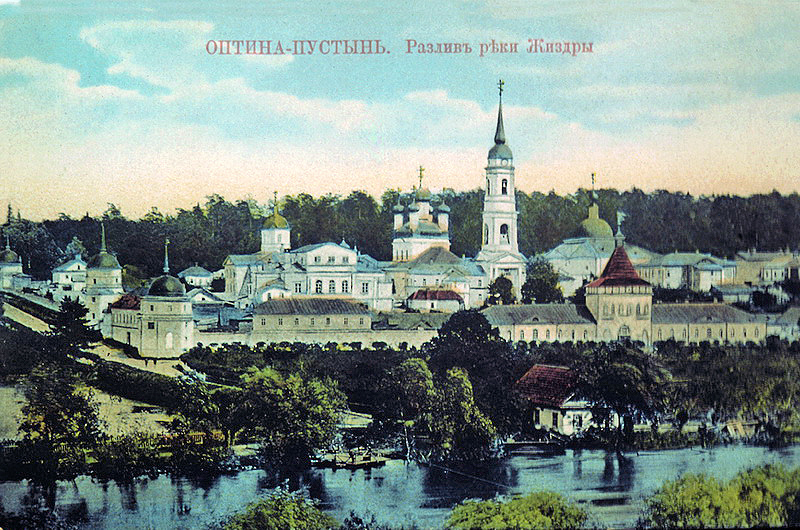
Widok Pustelni Optyńskiej, z którą związani byli najsłynniejsi dziewiętnastowieczni rosyjscy mnisi-starcy. Lew Tołstoj trzykrotnie odwiedzał Pustelnię Optyńską, jednak spotkania z miejscowymi mnichami nie zmieniły jego negatywnego stosunku do monastycyzmu i Rosyjskiego Kościoła Prawosławnego.

Ojciec Sergiusz ukazuje obraz życia w monasterach rosyjskich w XIX w., ukazany z perspektywy poglądów Tołstoja, który nie lubił i nie cenił współczesnych sobie mnichów. Pisząc Ojca Sergiusza, Tołstoj był już autorem własnej doktryny religijnej, którą Przybylski w ślad za Mereżkowskim określa jako ubóstwienie Nicości.
Po złamaniu ślubów czystości ojca Sergiusza ogarnia pragnienie, by całkowicie zatrzeć własną osobowość – istnieć jako nikt. Dla Tołstoja śmiertelny grzech stał się możliwością, by odnaleźć prawdziwego Boga – nie jest to już jednak Bóg w rozumieniu teologii chrześcijańskiej, lecz w rozumieniu pisarza. Gdy bohater rozczarowuje się ostatecznie co do monastycyzmu, odnajduje ideał życia w postawie Praskowii Michajłowny, reprezentantki "ludowej moralności" – niezwiązanej duchowo z żadną religią. Bóg w ujęciu Tołstoja jest jednak "wiecznym Niczym", a to oznacza, że drogą dotarcia do niego jest zniszczenie własnej osobowości. Sergiusz nie może więc po prostu naśladować spotkanej kobiety, lecz postanawia wyzbyć się resztek indywidualności, dołączając do grupy bezimiennych wędrowców błądzących bez celu po Rosji. Bohater jest przekonany, że pozbywając się nawet imienia ostatecznie zbliżył się do Boga. W rzeczywistości dokonał jedynie samozniszczenia.
Jak pisze Przybylski

Tołstojowski Bóg to fantazmat stworzony przez oświeconą świadomość. (…) Dla Tołstoja, który pogardził Ukrzyżowanym Pośrednikiem, Bóg był Wielkim Nic i przebóstwienie człowieka równało się absolutnemu unicestwieniu indywidualności. Dlatego ta opowieść Tołstoja jest prologiem do wszystkich ideowych koszmarów XX wieku, obłąkanego stulecia depersonalizacji.

### Powtarzalność scen i postacie kobiece w utworze
Przy opisywaniu upadku ojca Sergiusza Tołstoj posługuje się techniką rymu sytuacyjnego. Spotkanie z córką kupca odbywa się w podobnej scenerii, co ostatnia rozmowa Kasatskiego z narzeczoną: w maju, przy śpiewie ptaków. Obydwie kobiety noszą również imię Maria. Patronką tego imienia jest Matka Boża, jednak żadna z literackich Marii nie zbliża się nawet do reprezentowanego przez nią ideału – obie są jego swoistym wykrzywieniem. W interpretacji Marii Leśniewskiej kobiet występujących w opowiadaniu nie należy jednak surowo osądzać, ponieważ każda z nich jest jedynie narzędziem.  Uwodzicielka Makowkina działa pod wpływem zepsutej obyczajowości sfery szlacheckiej, niepełnosprawna Maria ślepo realizuje podszepty natury, dążącej do aktu płciowego i rozmnażania się. Podobnie jak w przypadku innych bohaterek kobiecych z utworów Tołstoja, nie są one winne dramatycznych konsekwencji swoich czynów.

## Publikacja
Ojciec Sergiusz został wydany drukiem po śmierci Tołstoja, przez jego spadkobierców, razem z innymi dziełami nieopublikowanymi za życia autora, w 1912 w Moskwie. Tekst dzieła był ocenzurowany – pozbawiony wzmianek o carze Mikołaju I. Pełny tekst został wydany w tym samym roku w Berlinie, podzielony na rozdziały, co nie występowało w rękopisie. W latach 30. XX wieku w Związku Radzieckim, w ramach opracowywania pełnego wydania dzieł Tołstoja, podjęto prace nad naukową edycją opowieści. Opracowany tekst został wydany w 1953 w Moskwie.
Opowieść była tłumaczona na język polski przez Jadwigę Dmochowską (wydanie z 1978) i Ryszarda Przybylskiego (2009).

## Adaptacje
- Ojciec Sergiusz – film niemy w reżyserii Jakowa Protazanowa
- Ojciec Sergiusz – film w reżyserii Igora Tałankina
- Ojciec Sergiusz – opera Wasilija Łobanowa